# Schiedeella crenulata
Schiedeella crenulata är en orkidéart som först beskrevs av Louis Otho Otto Williams, och fick sitt nu gällande namn av Mario Adolfo Espejo Serna och López-ferr. Schiedeella crenulata ingår i släktet Schiedeella och familjen orkidéer. Inga underarter finns listade i Catalogue of Life.